# Padaluyu (Tanggeung)
Padaluyu is een bestuurslaag in het regentschap Cianjur van de provincie West-Java, Indonesië. Padaluyu telt 3463 inwoners (volkstelling 2010).